# Sterculioideae
Sterculioideae is een botanische naam van een onderfamilie van tweezaadlobbige planten. Tegenwoordig (in het referentiekader van het APG II-systeem, 2003) wordt deze naam gebruikt voor een vrij kleine onderfamilie in de familie Malvaceae. Deze onderfamilie bevat twaalf geslachten.
- Acropogon, meer dan twaalf soorten in Nieuw-Caledonië;
- Brachychiton, eenendertig soorten in Australië en Nieuw-Guinea;
- Cola, een onbekend aantal soorten, meer dan honderd benoemde soorten in tropisch Afrika, maar er is veel achterstallig onderhoud: waarschijnlijk veel minder 'goede' soorten;
- Firmiana, twaalf soorten in Azië en het Pacifisch gebied;
- Franciscodendron, één soort in Australië: Franciscodendron laurifolium
- Heritiera, ongeveer vijfendertig soorten, maar misschien verdient Argyrodendron opnieuw erkenning;
- Hildegardia, ongeveer twaalf soorten;
- Octolobus, drie soorten in W-Afrika;
- Pterocymbium, meer dan tien benoemde soorten in tropisch Azië en het Pacifisch gebied, maar er is veel achterstallig onderhoud;
- Pterygota, waarschijnlijk meer dan tien soorten in tropisch Amerika, Afrika, Madagaskar en Azië;
- Scaphium, ongeveer tien soorten in tropisch Azië;
- Sterculia, twee- tot driehonderd soorten wereldwijd in de tropen;

De bovenstaande taxonomische omschrijving is volgens Kubitzki en Bayer, The Families and Genera of Vascular Plants, Vol. 5 (2003).
Er is slechts een beperkte overeenkomst is tussen de onderfamilie Sterculioideae (in de familie Malvaceae, volgens APG) en de (vroegere) familie Sterculiaceae (zoals volgens, bijvoorbeeld, Cronquist). Het verschil bestaat uit aanmerkelijk meer dan de rang.